# Bótarfell
Bótarfell är en kulle i republiken Island. Den ligger i regionen Norðurland vestra, 150 km nordost om huvudstaden Reykjavík. Toppen på Bótarfell är 575 meter över havet.
Trakten runt Bótarfell är nära nog obefolkad, med mindre än två invånare per kvadratkilometer. Det finns inga samhällen i närheten. Trakten runt Bótarfell består i huvudsak av gräsmarker.